# Campeonato manomanista 1986
La XLI edición del Campeonato manomanista, máxima competición de pelota vasca en la variante de pelota mano profesional de primera categoría, se disputó en el año 1986, organizada por la Federación Española de Pelota Vasca.
En esta ocasión se inscribieron ... pelotaris. El vigente campeón Retegi II, que repetiría título precisamente ante el mismo aspirante Joxean Tolosa. Este último se deshizo en semifinales del mismo rival del año anterior Galarza III, tras una voltereta histórica, al conseguir levantar un tanteador en contra de 21-7. 

## Pelotaris
| - Pelotaris: - Retegi II - Joxean Tolosa - Galarza III |

## 1ª ronda
| Frontón | Rojo       | Azul    | Tanteo |
| ------- | ---------- | ------- | ------ |
|         | Errandonea | Arretxe | 22-¿?  |

## 2ª ronda
| Frontón | Rojo | Azul | Tanteo |
| ------- | ---- | ---- | ------ |
|         | ¿?   | ...  | 22-¿?  |

## Cuartos
| Frontón | Rojo | Azul | Tanteo |
| ------- | ---- | ---- | ------ |
|         |      | ¿?   | 22-¿?  |

## Semifinal
| Frontón | Rojo   | Azul        | Tanteo |
| ------- | ------ | ----------- | ------ |
|         | Tolosa | Galarza III | 22-21  |

## Final
| Frontón y localidad   | Rojo      | Azul   | Tanteo |
| --------------------- | --------- | ------ | ------ |
| Anoeta, San Sebastián | Retegi II | Tolosa | 22-12  |